# A Coruña (comarque)
A Coruña  est une comarque  de la province de La Corogne en Galice (Espagne).  La commune de A Coruña est le chef lieu de la comarque

## Municipios de la comarque
La comarque est composée de neuf municipios (municipalités ou cantons) : 
- Abegondo
- Arteixo
- Bergondo
- Cambre
- Carral
- A Coruña
- Culleredo
- Oleiros
- Sada